# Ftalátok

A ftalátok általános kémiai felépítése

A ftalátok szerves vegyületek, melyek nem képeznek erős kémiai kötéseket, és lassú, de hosszú ideig tartó párolgással szabadulnak fel a különböző termékekből. A PVC lágyítására használják ezeket az anyagokat, hogy rugalmasak legyenek a termékek. Padlóban, lambériában, műanyag burkolatokban és egyéb műanyag cikkekben is előfordulnak. A ftalátokkal lágyított PVC-t rendszeresen használják az egészségügyben (oxigénmaszkok, katéterek, vértasakok), és többek között gyermekjátékok készítéséhez is. A ftalátok megtalálhatók élelmiszerekben, flakonokban, ruhákban és műszaki cikkekben egyaránt, a számítógép műanyag részeitől kezdve a telefonkábelen át a kábelszigetelésekig, valamint csövek, autóalkatrészek, adalékanyagok, festékek, lőszerek és szerszámok műanyag részeiben is.
A nehezen lebomló ftalátok a legelterjedtebb szennyező anyagok, gyakorlatilag minden ember vérében, a hazai élővizekben és a házi porban is kimutathatunk ftalátszennyezést.
A szervezetbe elsősorban élelmiszerrel – a csomagolóanyagokról –, valamint porral belélegezve kerülhetnek. Egyes ftalátok használatát az Európai Unióban a szaporodási képességet, illetve a gyermek fejlődését károsító hatásaik miatt korlátozzák. Ezek között vannak olyanok, amelyek a hormonrendszerbe avatkoznak be.

## Tulajdonságai
A ftalátok (vagy ftalát észterek) színtelen, olajos folyadékok, jelentéktelen vagy semmilyen szagot nem árasztanak és illékonyságuk csekély. A ftalátok szerves vegyületek, melyek nem képeznek erős kémiai kötéseket és lassú, de hosszú ideig tartó párolgással szabadulnak fel a különböző termékekből. Napjainkban Nyugat-Európában évente mintegy 1 millió tonna ftalátot állít elő a vegyipar.

## Felhasználásuk
Az Európában előállított ftalátok több mint 90%-át használják PVC-lágyításra, hogy rugalmasak legyenek a PVC-termékek. Padlóban, lambériában, műanyag burkolatokban és egyéb műanyag cikkekben is előfordulnak.
A ftalátokkal lágyított PVC-t rendszeresen használják az egészségügyben (oxigénmaszkok, katéterek, vértasakok), és többek között gyermekjátékok készítéséhez is. A ftalátok megtalálhatók élelmiszerekben, flakonokban, ruhákban és műszaki cikkekben egyaránt, a számítógép műanyag részeitől kezdve a telefonkábelen át a kábelszigetelésekig, valamint csövek, autóalkatrészek, adalékanyagok, festékek, lőszerek és szerszámok műanyag részeiben is.
A kisebb molekulatömegű ftalátok kozmetikumok, testápoló termékek (pl. bőrhidratáló krémek), parfümök, hajlakk, szappan, sampon, körömlakkok és gyógyszerek adalékanyagai. Gyakoriak az olyan fogyasztói termékekben, mint például a rugalmas műanyag és PVC-játékok, zuhanyzó függöny, tapéták, kenőanyagok, PVC-sötétítőfüggönyök, élelmiszer- és műanyag csomagolások, rovarirtó szerek, de használják bútorok (pl. felületkezelés) és textilek előállításánál is. Gyerekjátékok, babák, labdák, az esti fürdőzésnél kedvelt műanyag állatok, vagy a felfújható karúszók is tartalmazhatnak ftalátokat. Az EU országaiban a gyermekjátékokban és a gyerekek számára készülő termékekben többféle ftalát használatát betiltották, ill. 2014 után csak engedéllyel forgalmazható többféle ftalátvegyület. A ftalátok a hazai élővizekből is könnyen kimutathatók.

## Egészségügyi kockázatai
A ftalátok használatát korlátozzák az Európai Unióban. A DEHP, BBP, DBP, DIBP anyagok a reprodukciót károsító hatásaik miatt, míg a DEHP, DBP, BBP, DINP, DIDP és DNOP anyagok a gyermek fejlődését károsító hatásuk miatt esnek korlátozás alá.
Egyes ftalátok a hormonrendszerbe avatkozva korai pubertást okoznak, károsítják a férfiak szaporodási képességét és csökkentik a serdülő hímneműek tesztoszteronszintjét, ami alacsony spermaszámhoz vezet, ezért összefüggésbe hozhatók a férfiak termékenységi problémáival. A ftalátok át tudnak jutni a placentán, és a gyermeket már az anyaméhben is károsítják. Összefüggésbe hozták például a DEHP-et az asztmával és az allergiával is és ismert, hogy az anyák átadják a DEHP „tartalmukat” a gyermekeiknek. A Rochester Egyetem vizsgálatai szerint két gyakran használt ftalát, a DEHP és a DBP nagyobb koncentrációja kisfiúk esetében nagymértékben csökkentette az olyan „fiús” játékok használatát, mint például a kisautó vagy a vonat, míg kislányoknál nem figyeltek meg eltéréseket. Bis(2-etilhexil)ftalát (DEHP)-kitettség esetén a belégzés nincs káros hatással az egészségre, lenyelve viszont gyomorirritációt, hasmenést okozhat. A bőrrel való érintkezés hatásairól kevés az adat. Állatkísérletekben minimális vagy enyhe bőr- és szemirritációt okozott. Néhány esetben embereknél bőrirritációt, bőrérzékenységet írtak le, de ez nagyon ritkán fordult elő. A legtöbb vizsgálatban a májban és a vesében nem mutattak ki káros klinikai kémiai vagy kórszövettani elváltozásokat, bár rágcsálók esetében a máj és a vese csekély súlynövekedését írták le az orális expozíció után . Nem számoltak be káros immunológiai vagy neurológiai hatásról az általános toxicitási vizsgálatokban. Mint említettük, a legújabb eredmények szerint a DEHP összefüggésbe hozható az asztmával és az allergiával, mivel a nagy koncentráció egy adott helyiségben növeli az asztmás és allergiás megbetegedések rizikóját.
A ftalátok hatásairól döntően állatkísérletekből származó adatok állnak rendelkezésre, kevés tanulmány vizsgálta emberekre gyakorolt egészségügyi hatásait. A laboratóriumi állatokon végzett kísérletekben viszont már megállapították, hogy számos reproduktív, egészségügyi és fejlődési probléma fűződik a ftalátokhoz. Ilyenek például a korai pubertás, vagy az, hogy az anyagok zavarják a hím reproduktív traktus fejlődését és a hormonrendszer természetes működését, serdülő hímek esetében alacsony tesztoszteronszintet okozhathatnak, felnőtt hímeknél pedig alacsony spermaszám jelentkezhet.
A Nemzetközi Rákkutató Ügynökség (IARC), ill. az európai veszélyes anyagokról szóló jogszabály (67/548/EGK irányelv) értelmében a ftalátok emberben nem rákkeltők. A Di(2-etilhexil)ftalát szerepel a „nagy valószínűséggel emberben rákkeltő” anyagok listáján, amelyet az amerikai Egészségügyi és Humán Szolgáltatási Részleg Közegészségügyi Szolgálatának Nemzeti Toxikológiai Programja tett közzé a rákkeltő anyagokról szóló tizenegyedik jelentésében.
Egyes vélemények (ECPI, European Council for Plasticisers and Intermediates) szerint nincs elegendő bizonyíték arra vonatkozóan, hogy a ftalát tartalmú műanyagok a hormonrendszerre zavaró hatásúak, ugyanakkor az ECB (Európai Vegyi Anyag Ügynökség) állásfoglalása szerint a DEHP, a di-butil-ftalát (DBP) és a benzil-butil-ftalát (BBP) zavaró hatású vegyületek. A ftalátok rákkeltő hatása tehát vitatott, ám a hormonrendszert károsító hatásukat számos kutatás és az uniós besorolás is alátámasztja.
Az Egyesült Államokban a Monsanto az egyetlen vállalat, amely BBP-t (benzil-butil-ftalát) gyárt. Becslések szerint a gyártási folyamatok során mintegy 176 tonna BBP került a környezetbe 1993-ban, amelynek csaknem 99%-a jutott a légkörbe. Kanadában 1994-ben 11 üzem használt BBP-t, a környezetbe jutó, az év során a 3,7 tonnát elérő BBP-mennyiség teljes egészében a légkörbe került. Európában évente mintegy 18–45 ezer tonna BBP-t használnak fel.
A jelentések alapján 1994-ben mindössze 3,7 tonna BBT-t hasznosítottak, ebből 2,3 tonnát energetikai területen, 1,4 tonnát pedig újra használatra, anyagában újrahasznosítva.

## Környezeti hatásai
A nehezen lebomló ftalátvegyületek gyakori vízszennyező anyagok. Hazánkban is gyakran mutathatók ki ftalátvegyületek az élővizekből. Egyes kutatások szerint bizonyos ftalátok hajlamosak a bioakkumulációra a vízi élőlényekben.
A ftalátok, így például a BBP gyakran kerülnek olyan létesítményekből a környezetbe, amelyekben a vegyületet vagy annak PVC-vel alkotott keverékét gyártják. A PVC-termékekből kipárolgó, kioldódó ftalát is szennyező forrás lehet. BBP kerülhet a levegőbe az autók kipufogógázaiból, valamint a hulladék égése során is, ha azt nem hulladékégető-berendezésben égetik el. Kimutattak ftalátokat az Egyesült Államokban veszélyes hulladékégető létesítmények és széntüzelésű erőművek füstjében, valamint települési hulladéklerakók csurgalékvíz-medencéiben egyaránt.
A környezetbe jutó kibocsátás többsége a légkört szennyezi. Modellezéssel és számításokkal kimutatták, hogy a levegőbe jutó BBP-mennyiség mintegy 72%-a lesz kimutatható a talajban, 22%-a a levegőben, 4%-a a vízben és 2% az üledékben. Amikor a BBP-kibocsátás közvetlenül a vízbe kerül, annak 65%-a mutatható ki a vízben, míg közel 35% az üledékben, és nagyon kis része a talajban. Amikor a BBP-szennyezés közvetlenül a talajba jut, a szennyezés több mint 99%-a később is kimutatható a talajban.
A BBP a légkörben leginkább fotooxidáció útján bomlik le. A BBP teljes mértékben képes lebomlani oxigéndús felszíni vizekben, felezési ideje körülbelül 1-7 nap. A biodegradáció jelentősen lassabb hideg vízben.